# Knežji dvorec, Celje
Knežji dvorec (ali Knežji dvor), pogovorno tudi spodnji celjski grad, je srednjeveški mestni dvorec, nekdanja graščina Celjskih grofov v starem delu Celja.
Nastal naj bi iz stolpastega dvora, ki je omenjen v 14. stoletju. Bil je rezidenca Celjskih grofov, nato sedež celjskega vicedoma. V času Marije Terezije so ga Avstrijci preuredili in prezidali v vojašnico, po hudem požaru v mestu leta 1798 pa so podrli tudi obzidje in druge obrambne strukture. Originalna gotska okna se še vidijo pod fasado.
Od 1984 ga raziskujejo in prenavljajo; zadnja večja prenova je bila končana leta 2012. Na gradu se poleti dogajajo različne prireditve, v prenovljenih traktih pa je postavljena tudi zgodovinska razstava Pokrajinskega muzeja Celje.